# جورج ألفرد تاونسند
جورج ألفرد تاونسند (بالإنجليزية: George Alfred Townsend)‏ هو صحفي ومراسل عسكري أمريكي، ولد في 30 يناير 1841، وتوفي في 15 أبريل 1914.